# Walkerville, Montana
Walkerville är en ort i Silver Bow County i delstaten Montana, USA.